# عنتر زرق العين
عنتر زرق العين من مواليد 4 جانفي 1985، وهو لاعب قوى جزائري مختص في مسافات 1500 متر.

## الإنجازات
| العام         | المسابقة                       | المكان              | المركز        | ملاحظة        |
| منتخب الجزائر | منتخب الجزائر                  | منتخب الجزائر       | منتخب الجزائر | منتخب الجزائر |
| ------------- | ------------------------------ | ------------------- | ------------- | ------------- |
| 2004          | بطولة العالم للناشئين          | غروسيتو، إيطاليا    | المركز الخمس  | 1500 متر      |
| 2005          | ألعاب القوى العالمية الختامية  | مونتي كارلو، موناكو | المركز السابع | 1500 متر      |
| 2007          | بطولة العالم لألعاب القوى 2007 | أوساكا              | المركز السادس | 1500 متر      |
| 2009          | ألعاب البحر الأبيض المتوسط     | بيسكارا، إيطاليا    | المركز الأول  | 1500 متر      |

## أرقام قياسية
- 800 متر 1:46.56 (2005).
- 1500 متر 3:31.95 (2005).

## وصلات خارجية
- عنتر زرق العين على موقع الاتحاد الدولي لألعاب القوى (الإنجليزية)
- عنتر زرق العين على موقع الدوري الماسي (الإنجليزية)
- عنتر زرق العين على موقع اللجنة الأولمبية الدولية (الإنجليزية)
- عنتر زرق العين على موقع أوليمبيديا (الإنجليزية)